# Rába H14
Der Rába H14 ist ein allradgetriebener Lastkraftwagen (4×4) aus der Produktion des Rába-Werks im ungarischen Győr.

## Modellbeschreibung
Der Rába H14 ist seit 2004 bei den ungarischen Streitkräften im Einsatz und wird von Rába, einem der größten Automobilhersteller Ungarns hergestellt. Die Entwicklung dieses LKW begann Anfang der 1990er-Jahre.
Der Rába H14 hat eine Nutzlast von 5,0 Tonnen, kann aber auf guten Straßen je nach Variante bis zu 7,0 Tonnen tragen. Das Fahrzeug ist mit einem MAN-Führerhaus ausgestattet, das auch beim MAN gl Verwendung findet. Der H14 ist mit verschiedenen Aufbauten erhältlich und entspricht den NATO-Standards. Dieser Militär-LKW wird auch als Zugmaschine für Anhänger oder Artilleriewaffen eingesetzt.
Das Fahrzeug wird von einem MAN-Turbodieselmotor des Typs D0836 LFG01 E3 mit 280 PS angetrieben. Der gleiche Motor wird auch bei anderen Rába-Militärfahrzeugen eingesetzt. Die Fahrzeuge sind hoch geländegängig. Mit einer Bodenfreiheit von 400 Millimetern, permanentem Allradantrieb und vier angetriebenen Rädern mit großer Einzelbereifung sind sie in der Lage, diverse Hindernisse zu überqueren. 
Die Fahrzeuge der ungarischen Armee sind mit Geschwindigkeitsbegrenzern ausgestattet, die auf 85 km/h eingestellt sind. Das Fahrzeug ist mit einer zentralen Reifendruckregelanlage ausgestattet.

## Technische Daten
Quelle: Datenblatt des Herstellers
- Modell: Raba H14.206
- Gesamtmasse: 16.500 kg
- Eigengewicht: 10.100 kg
- Bewegliches Gewicht:
  - auf der Straße: 6400 kg
  - im Gelände: 5000 kg
- Radformel: 4×4
- Länge: 7.240 mm
- Breite: 2.540 mm
- Höhe: 2.940 mm
- Minimaler Wendekreis: 22,0 m
- Radstand: 4.200 mm

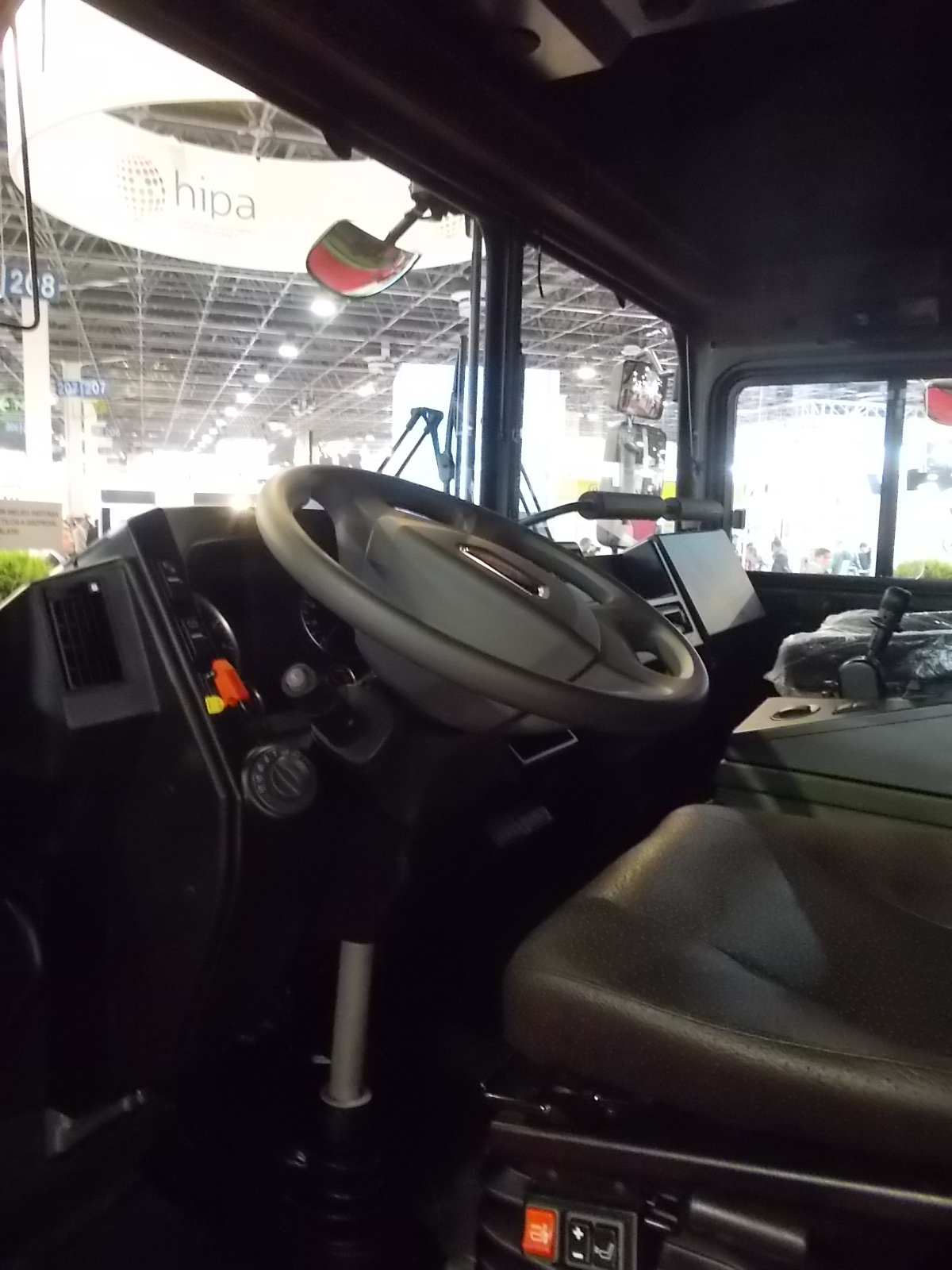
Im Führerhaus eines H14.240

- Höchstgeschwindigkeit auf der Autobahn: 104,2 km/h (begrenzt auf 85 km/h)
- Tankinhalt: 200 l
- Steigfähigkeit: 30°
- Reifengröße / Reifengröße: 4+1 / 14.00 R 20 (optional 12.5 R 20)
- Motortyp: MAN D0836 LFG01 E3 (EURO III-as)
- Motorsystem: Dieselgetriebener, wassergekühlter Turbo-Ladeluftkühler
- Maximale Leistung: 206 kW / 280 PS
- Getriebe: 8+2 Gang, Schaltgetriebe
- Feststellbremsanlage: federbelastet
- Elektrische Anlage: 24 V